# HIST3H2BB
HIST3H2BB‏ (Histone cluster 3 H2B family member b) هوَ بروتين يُشَفر بواسطة جين HIST3H2BB في الإنسان.